# Srirasmi Suwadee
Srirasmi Suwadee (tiếng Thái: ศรีรัศมิ์ สุวะดี; RTGS: Sirat Suwadi; sinh 1971), từng là một thành viên Vương thất Thái Lan với tước hiệu Vương phi Srirasm, Thái tử phi Xiêm quốc Điện hạ (พระเจ้าวรวงศ์เธอ พระองค์เจ้าศรีรัศมิ์ พระวรชายาในสมเด็จพระบรมโอรสาธิราชฯ สยามมกุฎราชกุมาร, Phra Chao Wora Wong Thoe Phra Ong Chao Siratmi Phra Won Chaya Nai Somdet Phra Bonmaon-sathirat Sayammakutratkuman). Bà trở thành vợ thứ ba của Thái tử Maha Vajiralongkorn từ năm 2001 đến 2014.

## Thời niên thiếu
Bà có tên khai sinh là Srirasmi Akharaphongpreecha (tiếng Thái: ศรีรัศมิ์ อัครพงศ์ปรีชา), sinh ngày 9 tháng 12 năm 1971 trong một gia đình bình dân có 5 anh chị em. Bà là con thứ ba của ông bà Aphirut (อภิรุจ) và Wanthanee (วันทนีย์) Suwadee.
Thuở nhỏ, bà học trường Cao đẳng Doanh thương Bangkok. Năm 1993, khi 22 tuổi, bà tham gia đội tuyển phi cho Thái tử Vajiralongkorn. Năm 1997, bà theo học Đại học Mở Sukhothai Thammathirat và tốt nghiệp Cử nhân về Khoa học quản lý năm 2002. Năm 2007, bà nhận bằng Thạc sĩ về Kinh tế Gia đình của Đại học Kasetsart.

## Hôn nhân và gia đình
Thái tử Vajiralongkorn đã có hai đời vợ nhưng đều đã li dị họ. Bà kết hôn với Thái tử Vajiralongkorn vào ngày 10 tháng 2 năm 2001 trong một lễ cưới riêng tư tại Cung điện Nonthaburi. Thái tử tuyên bố lễ cưới là để ổn định cuộc sống: "Tôi hiện tại đã 50 tuổi và nghĩ rằng tôi nên có một gia đình hoàn chỉnh". Sau hôn lễ, bà được ban họ là 'Srirasmi Mahidol na Ayudhya (Mahidol là họ của Vua Bhumibol Adulyadej và Vua Ananda Mahidol, và hậu tố "na Ayudhya" biểu thị con cháu của triều đại Charki). Lễ cưới được thông báo với công chúng sau đó. 
Vào ngày Valentine 14 tháng 2 năm 2005, Thái tử phi Srirasmi được thông báo có thai. Ngày 29 tháng 4 năm 2005, bà hạ sinh một con trai tại khu Caesarean của bệnh viện Siriraj, đặt tên là Dipangkorn Rasmijoti.
Vì sinh được con trai, bà được vua Bhumibol Adulyadej phong tước hiệu Phra Ong Chao và Phra Won Chaya Nai Somdet Phra Bonmaon-sathirat (Thái tử phi), chính thức trở thành chánh thất của Thái tử Maha Vajiralongkorn. Một buổi lễ tên "Phra Ratchaphithi Somphot Duan Lae Khuen Phra U" được tổ chức mừng đầy tháng tiểu Vương tôn vào ngày 17 tháng 5 năm 2005 tại Anantasamakom Throne Hall Bangkok.
Ngày 12 tháng 11 năm 2009, một đoạn video riêng tư bị WikiLeaks công bố cho thấy Thái tử phi Srirasmi để ngực trần vào ngày sinh nhật chú chó cưng của Thái tử trước mặt rất nhiều quần thần.

## Trở về cuộc sống thường dân
Ngày 11 tháng 12 năm 2014, tờ Gazette của chính phủ Thái Lan ra thông cáo bà Srirasmi từ bỏ tước vị Thái tử phi, bà được nhận khoản tiền 6 triệu USD từ Thái tử Maha Vajiralongkorn và bị giam lỏng ở quê nhà Rachaburi từ đó đến nay. Cha mẹ bà, ông Apiruj Suwadee và bà Wanthanee, bị bắt giam vì tội khi quân. Hai người sau đó thừa nhận đã lạm dụng mối quan hệ với vương tộc để vu cáo một người hàng xóm cũ cách đây 12 năm khiến người đó bị bỏ tù. Cả hai bị kết án 5 năm tù, sau được giảm xuống còn 2 năm rưỡi.

## Tước hiệu
- 9 tháng 12 năm 1971 – 10 tháng 2 năm 2001: Srirasmi Suwadee (ศรีรัศมิ์ สุวะดี)
- 10 tháng 2 năm 2001 – 15 tháng 6 năm 2005: Consort Srirasmi Mahidol na Ayudhya (หม่อมศรีรัศมิ์ มหิดล ณ อยุธยา)
- 15 tháng 6 năm 2005 – 11 tháng 12 năm 2014: Her Royal Highness Princess Srirasmi, Consort to the Crown Prince (พระเจ้าวรวงศ์เธอ พระองค์เจ้าศรีรัศมิ์ พระวรชายาในสมเด็จพระบรมโอรสาธิราชฯ สยามมกุฏราชกุมาร)
- 11 tháng 12 năm 2014 – nay: Than Phu Ying Srirasmi Suwadee (ท่านผู้หญิงศรีรัศมิ์ สุวะดี)

## Chú thích

Royal cypher of Princess Srirasmi